# 春日野道駅 (阪神)
春日野道駅（かすがのみちえき）は、兵庫県神戸市中央区吾妻通一丁目にある、阪神電気鉄道本線の駅。駅番号はHS 31。
本項では、1968年（昭和43年）まで存在した神戸市電の春日野道電停についても記述する。

## 歴史

### 阪神電気鉄道
- 1905年（明治38年）4月12日：阪神本線の開業と同時に開業[2]。開業当初は現国道2号線の北側の2車線道路のところにあった。
- 1933年（昭和8年）6月17日：地下線化に伴い、一旦廃止。
- 1934年（昭和9年）5月1日：地下駅として新規開業。
- 1968年（昭和43年）4月7日：山陽電気鉄道が神戸高速鉄道東西線を経て大石駅までの直通運転を開始。
- 1995年（平成7年）
  - 1月17日：阪神・淡路大震災が発生、阪神本線運休。当駅も一時営業中止。
  - 2月20日：岩屋駅 - 神戸三宮駅間運転再開により営業再開（同年6月26日に全線復旧）。
- 1998年（平成10年）2月15日：山陽電気鉄道、山陽特急の阪神本線乗り入れを三宮駅までに短縮。当駅に停車する山陽の列車はS特急と普通に限定される。
- 2001年（平成13年）
  - 3月10日：山陽電気鉄道、S特急と普通の阪神本線乗り入れを三宮駅まで短縮。当駅に停車する山陽の営業列車は消滅。
  - 11月6日：駅施設の改良工事開始。改良工事にあたって神戸高速鉄道に駅施設を譲渡[4]。
- 2004年（平成16年）
  - 9月25日：新ホーム（相対式）の仮使用開始（有効長5両編成相当）。西改札口を新設。
  - 9月27日：6両編成（平日朝の下り準急）の神戸側1両をドアカットさせて停車（ - 2005年8月6日）。
- 2005年（平成17年）8月7日：バリアフリー設備・ホーム延伸部の使用を開始。
- 2006年（平成18年）
  - 3月27日：駅施設の改良工事完成。
  - 10月28日：準急の当駅への乗り入れがなくなり、全優等列車が通過駅となる。
- 2014年（平成26年）4月1日：駅番号導入[5][6]。

### 神戸市電
- 1910年（明治43年）4月5日：神戸電気鉄道の開業と同時に開業。開業当初の春日野道電停は旧阪神春日野道駅南側直角になっていた。現在の春日野道商店街のすぐ東側にあった[7]。
- 1913年（大正2年）5月1日：神戸電気へ社名変更時に同社の電停となる。
- 1917年（大正6年）8月1日：神戸市電気局へ組織名変更時に同局の電停となる。
- 1932年（昭和8年）9月21日：神戸市電東部国道線開業時に春日野道電停は国道沿いの現在の阪神春日野道駅の地上付近に移転。
- 1942年（昭和17年）5月19日：神戸市交通局へ組織変更時に同局の電停となる。
- 1968年（昭和43年）4月21日：神戸市電廃止と同時に同電停も廃止。

## 駅構造
国道2号の真下に相対式ホーム2面2線を有する地下駅である。分岐器や絶対信号機を持たないため、停留所に分類される。
2004年（平成16年）9月25日始発から新ホームに切り替えられ、三宮方に西改札口が新設された。2005年（平成17年）8月6日までは仮使用状態でホーム有効長が19 m級の阪神車5両編成分しかなく、平日朝に停車する東須磨行準急6両編成は三宮方1両をドアカットしていた。このため、阪神赤胴車6両編成の三宮寄り先頭車（1号車）には「下り春日野道駅ではこのドアは開きません」というステッカーが貼られていた。東改札口および新地下道設置工事が進捗した同年8月7日から旧ホームと同様に阪神車6両編成が停車可能となったが、21 m級の近畿日本鉄道車両6両編成の停車は不可能である。
2006年（平成18年）10月28日のダイヤ改正以降は6両編成の停車はなくなっているが、緊急停車においてはその限りではない。
2004年までの旧ホームは、ホームから線路を挟んだ反対側（上下線間）に一部施設が未撤去の状態で残っており、ホームから見ることができる。

### のりば
| 番線 | 路線  | 方向 | 行先                               |
| ---- | ----- | ---- | ---------------------------------- |
| 1    | ■本線 | 上り | 尼崎・大阪（梅田）・難波・奈良方面 |
| 2    | ■本線 | 下り | 神戸（三宮）・明石・姫路方面       |

実際には構内に上記ののりば番号表記はないが、公式サイトの構内図では上りホームが1番線、下りホームが2番線とされている。
| ← 梅田方面 | 春日野道駅配線略図 | → 三宮・元町方面 |
| 凡例 出典: |                    |                  |

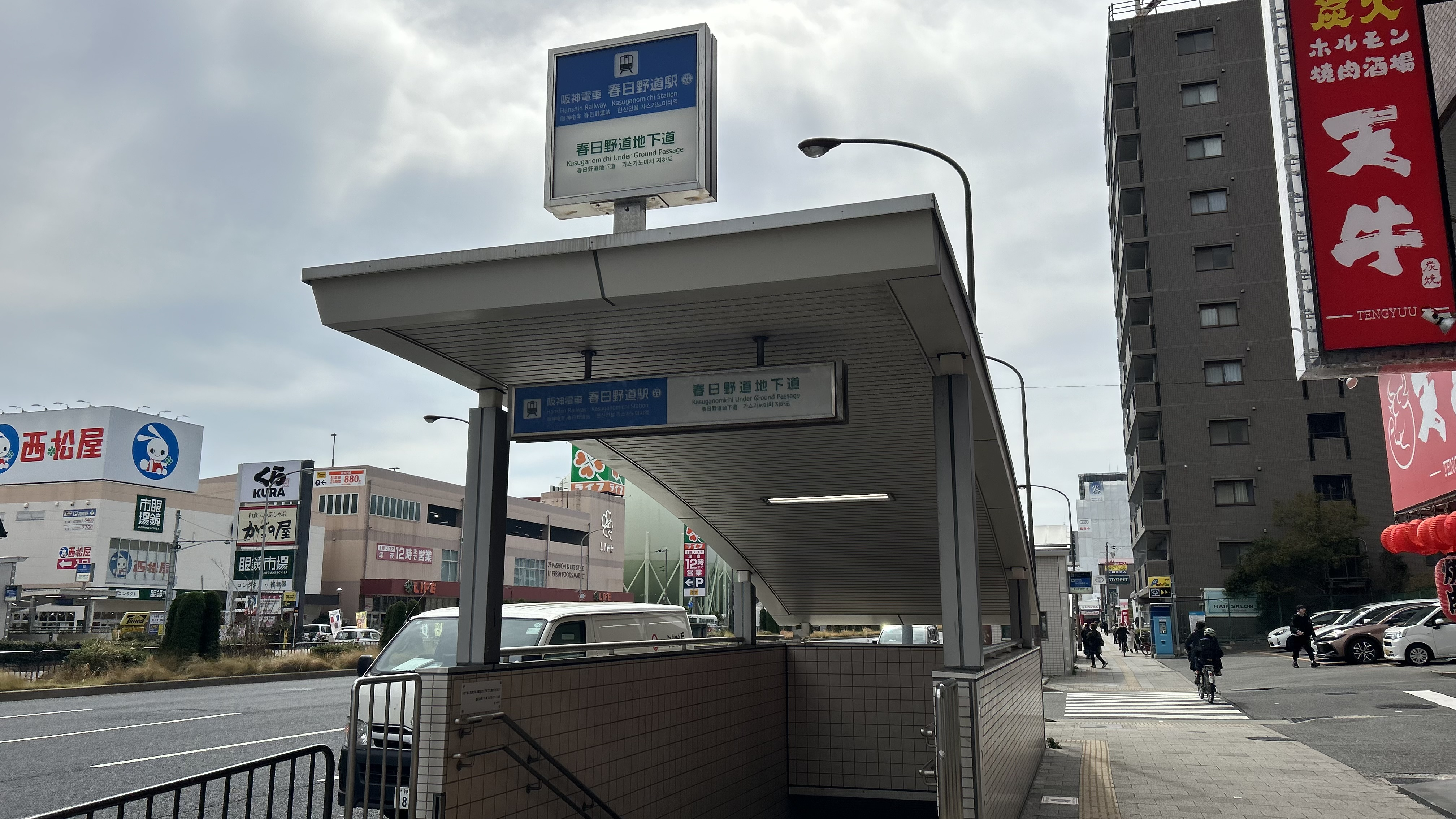
2番出入口
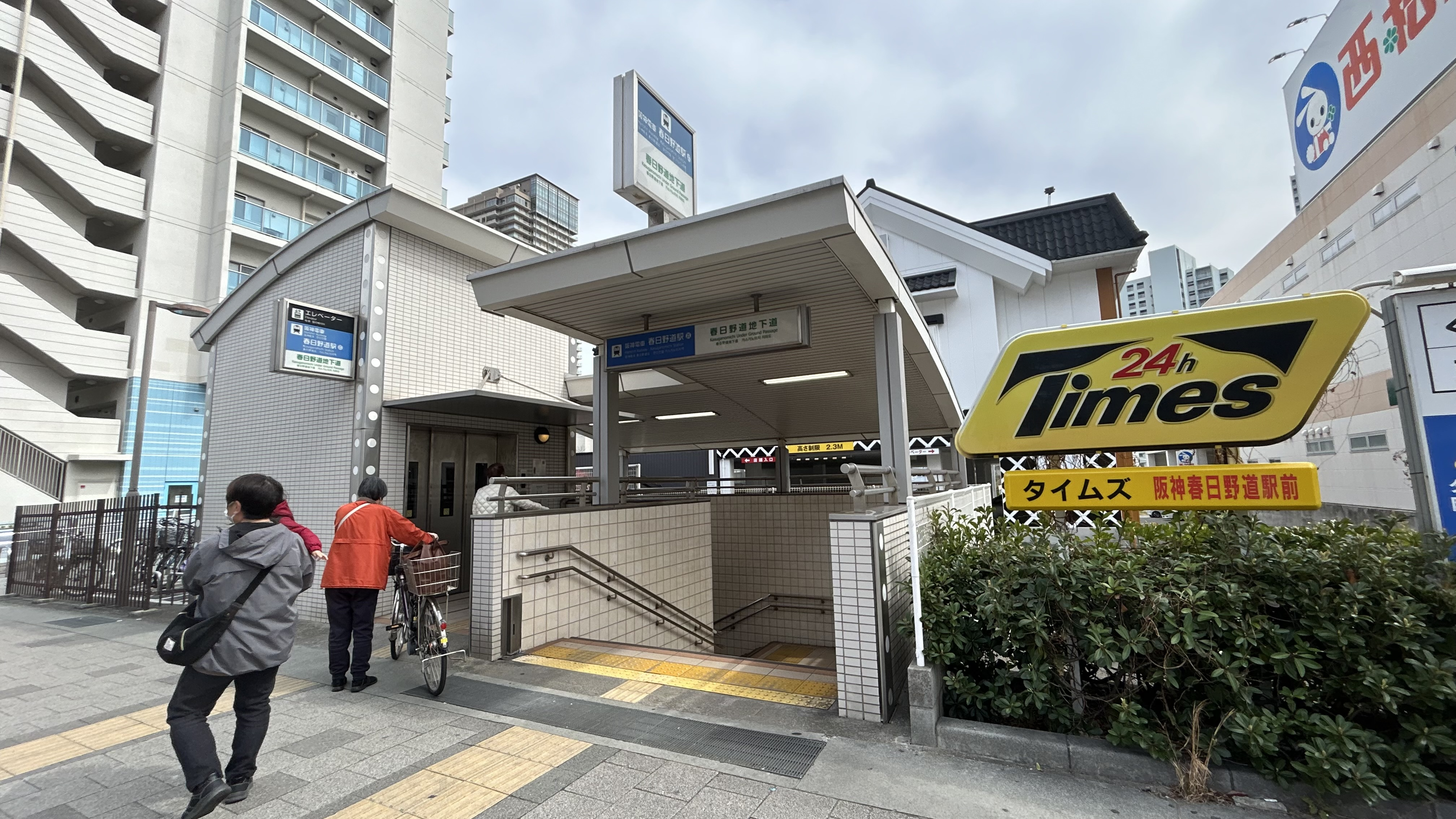
3番出入口
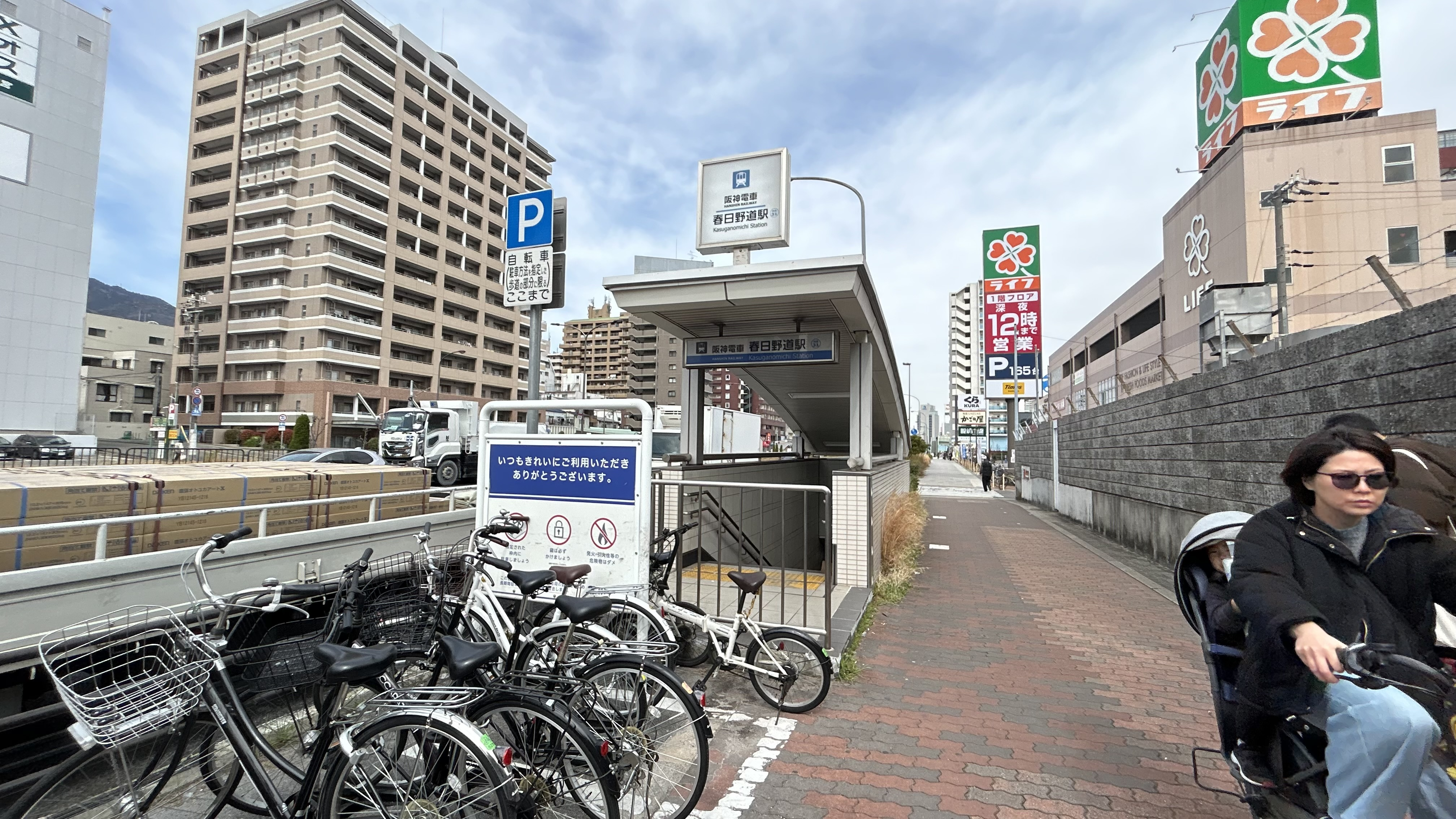
4番出入口
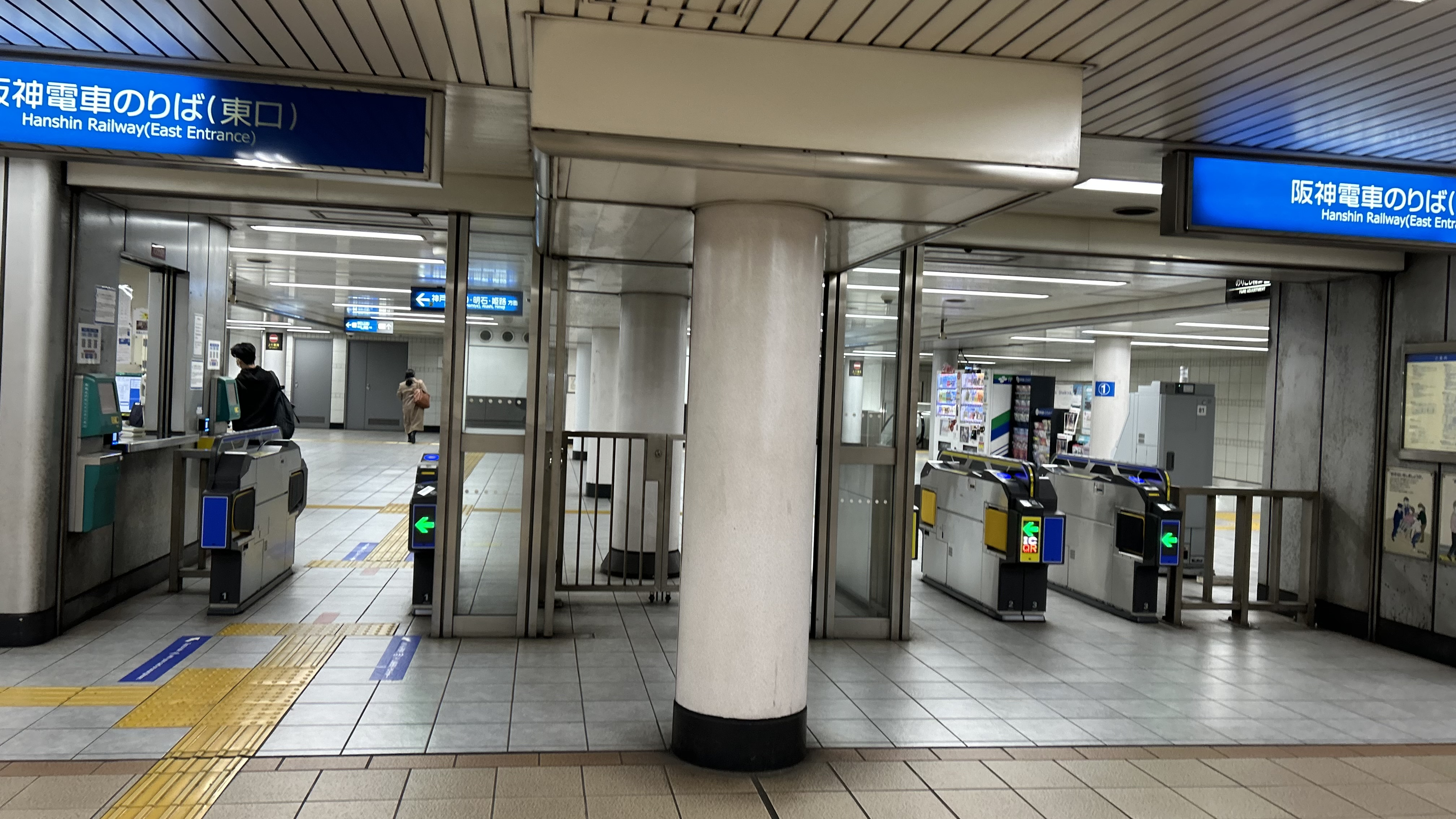
東改札口
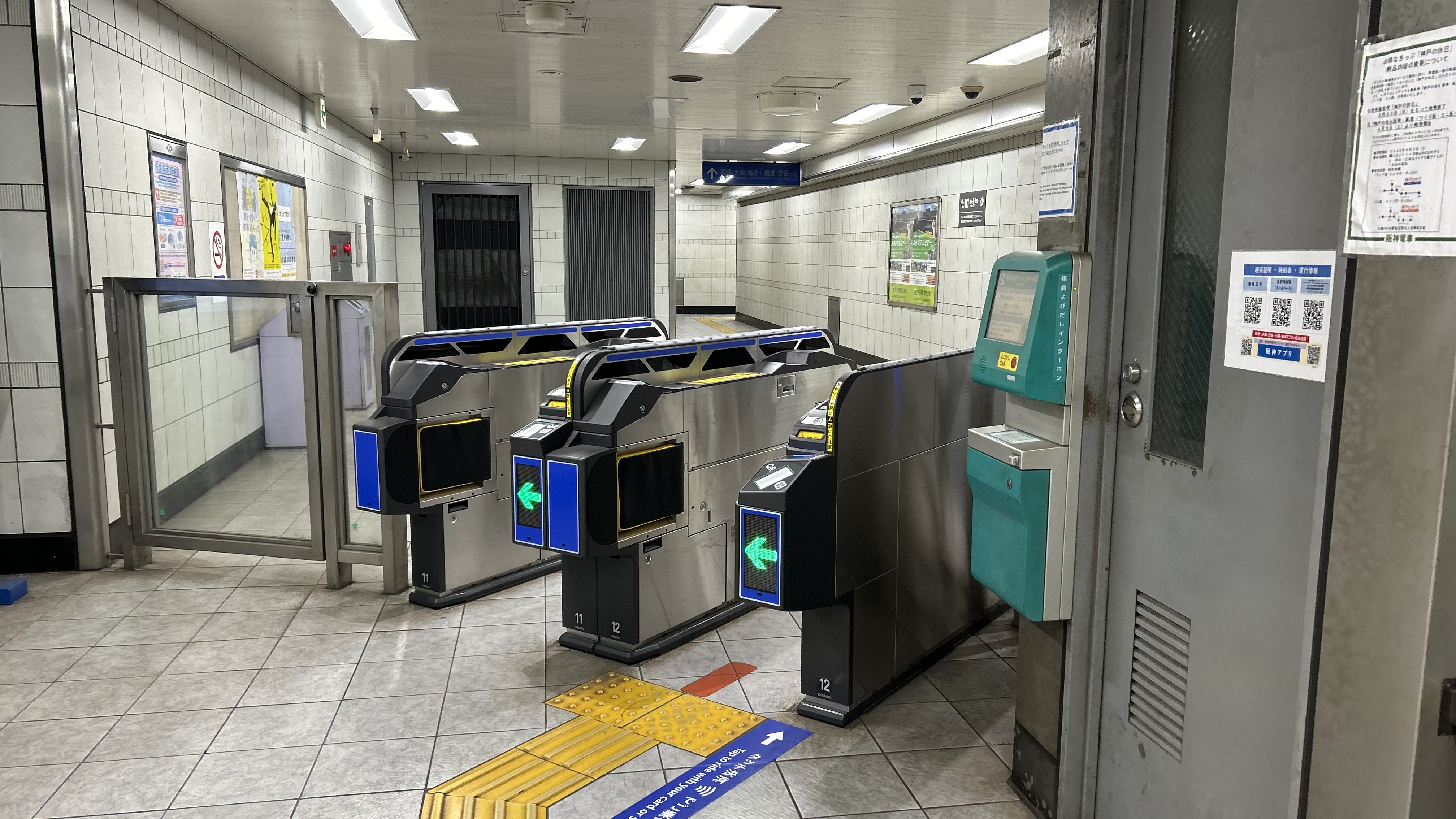
西改札口
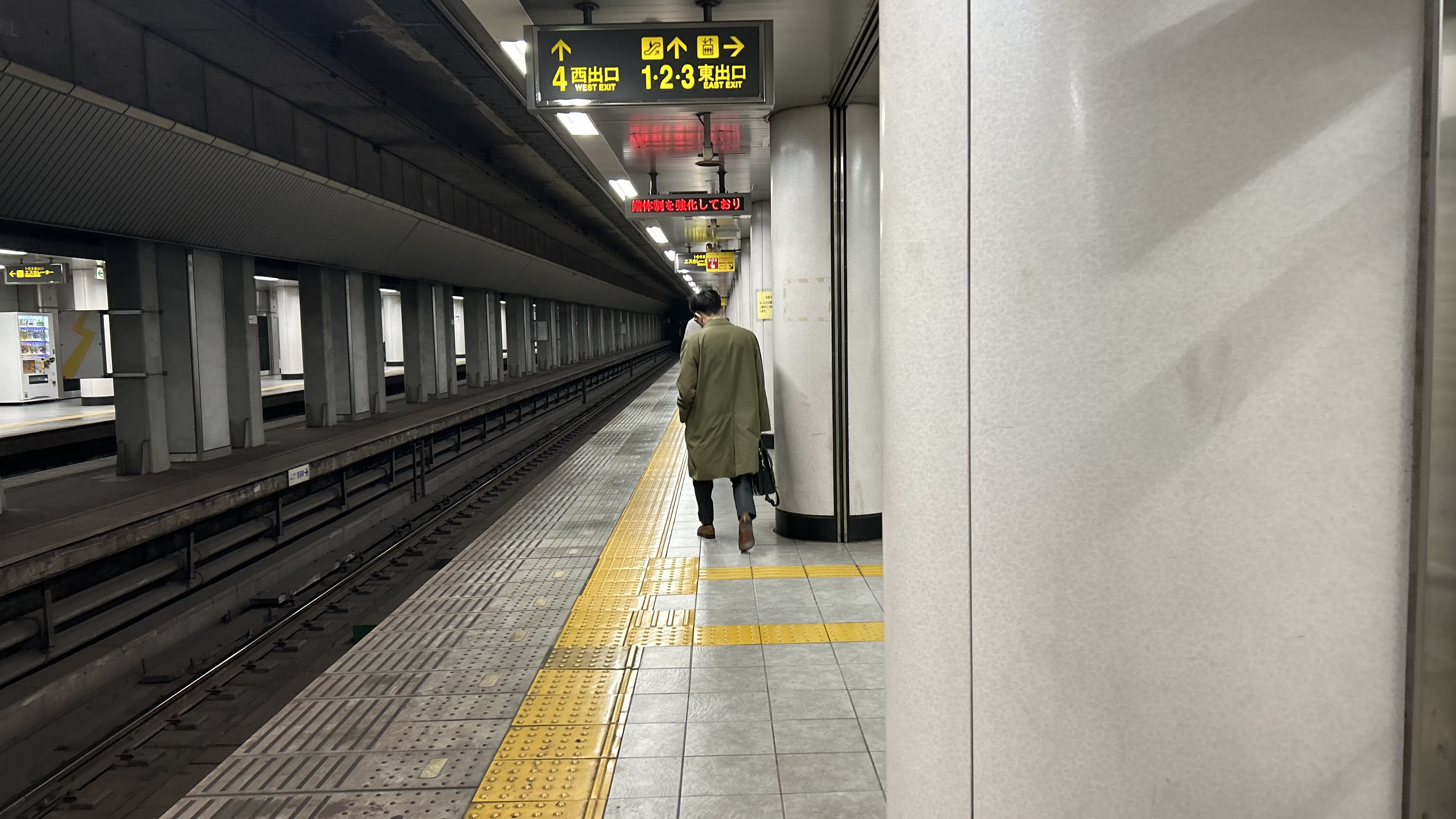
大阪方面ホーム
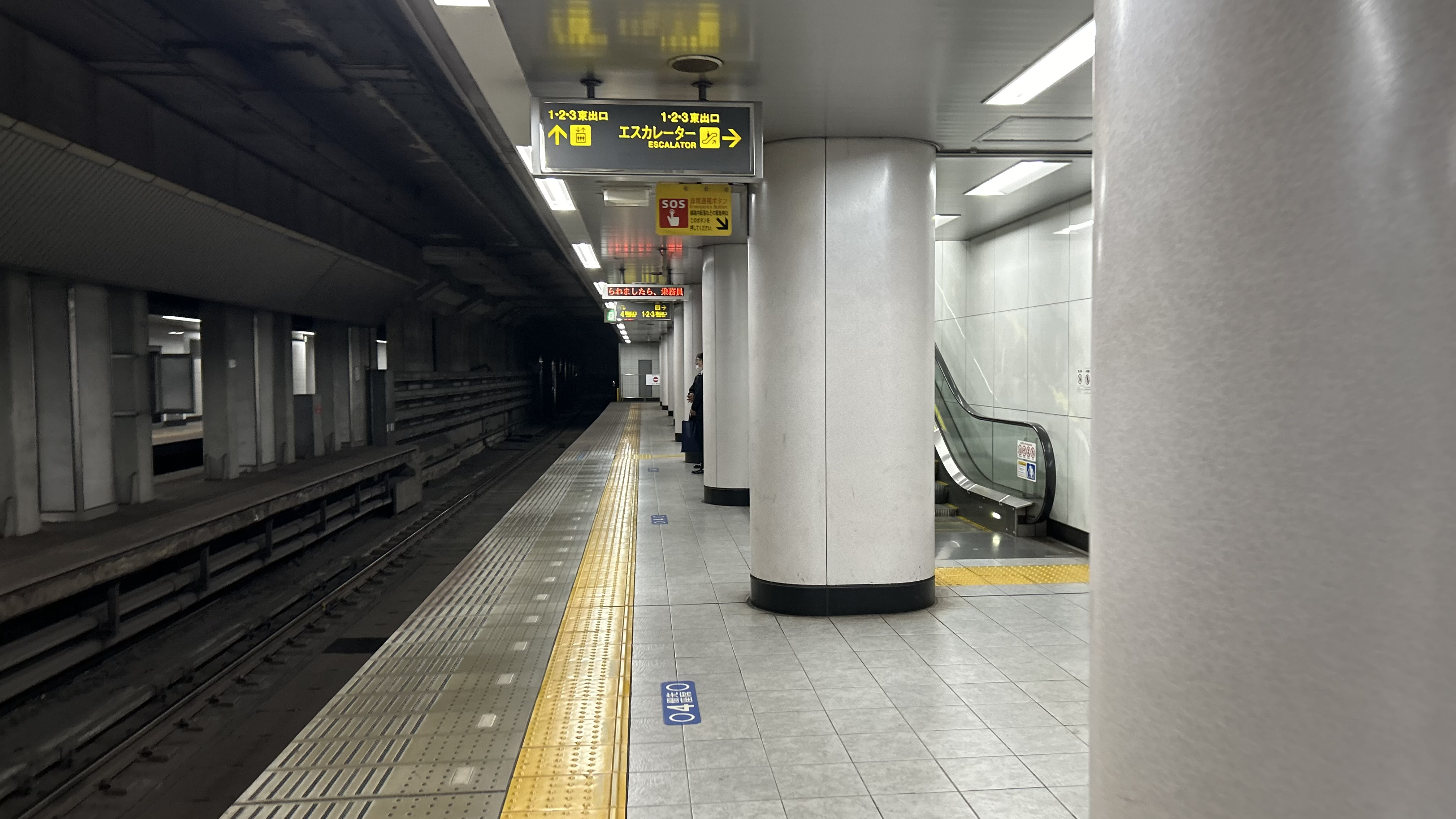
神戸方面ホーム
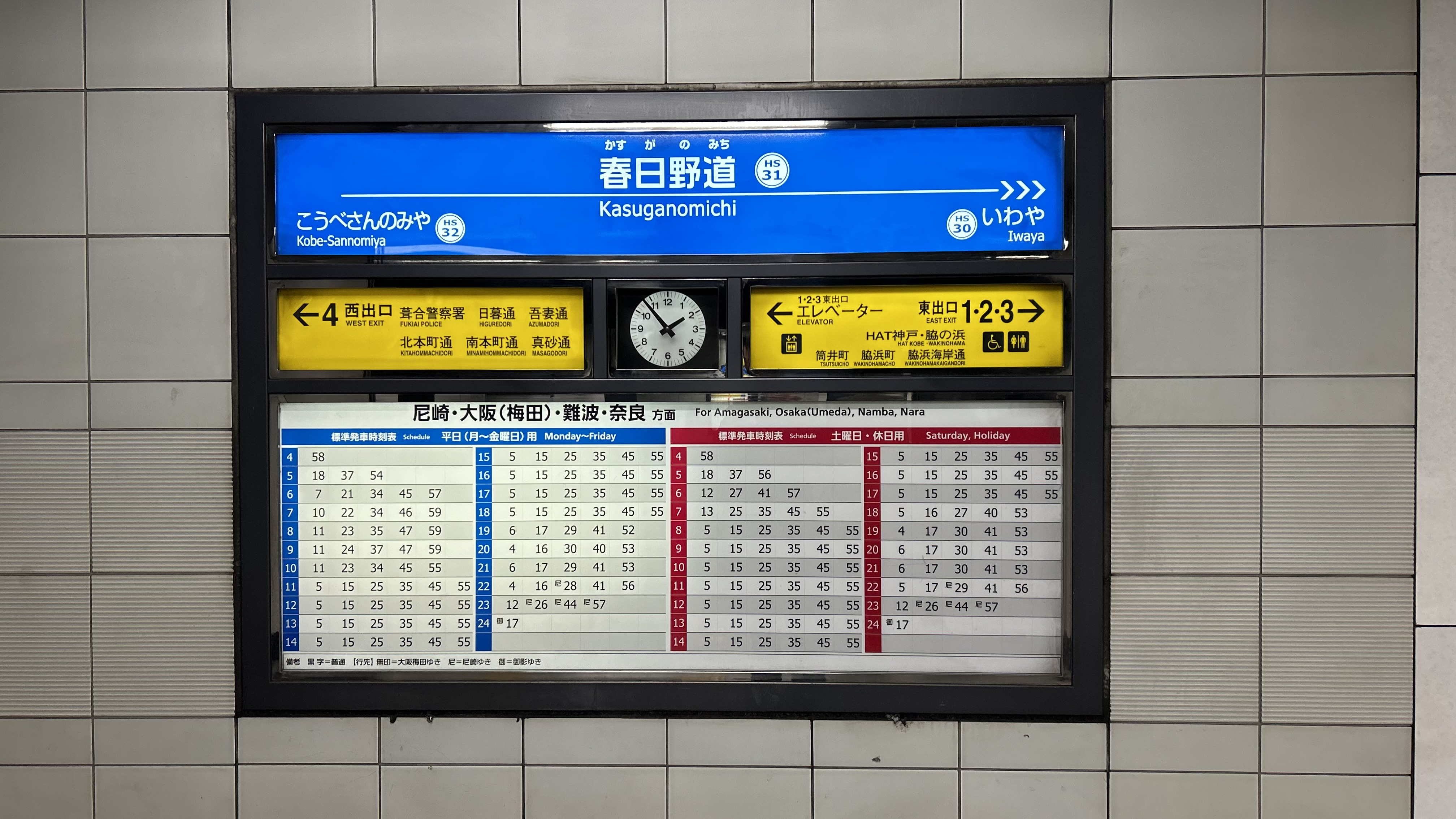
駅名標
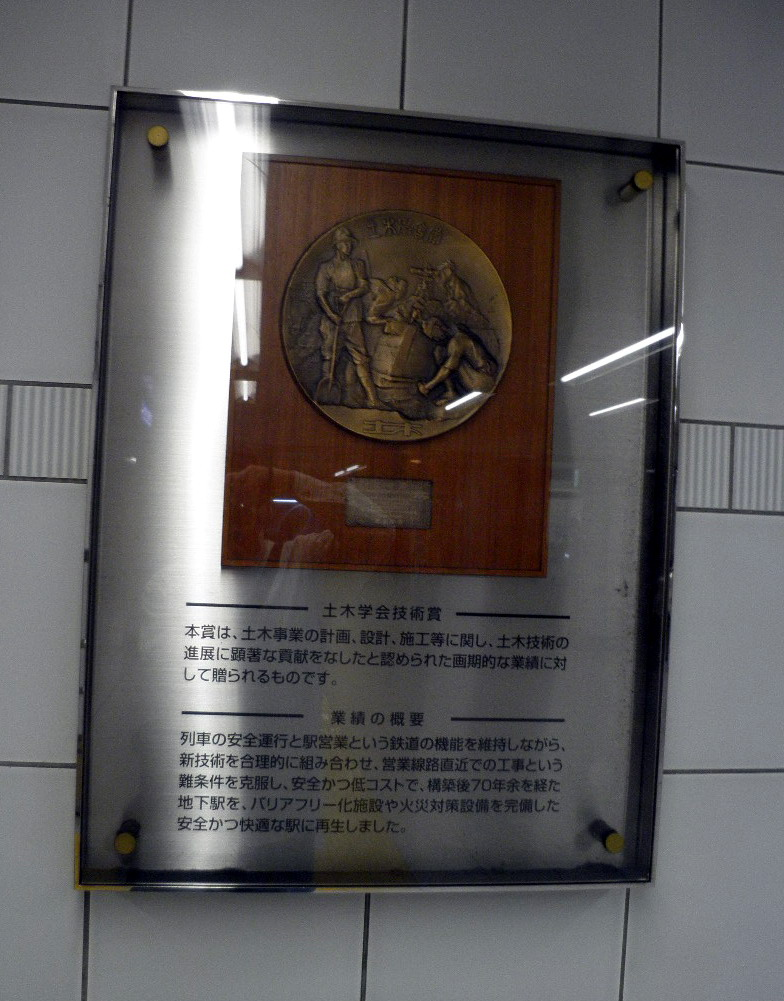
土木学会技術賞受賞のプレート
旧ホーム

### 「日本一幅の狭いホーム」

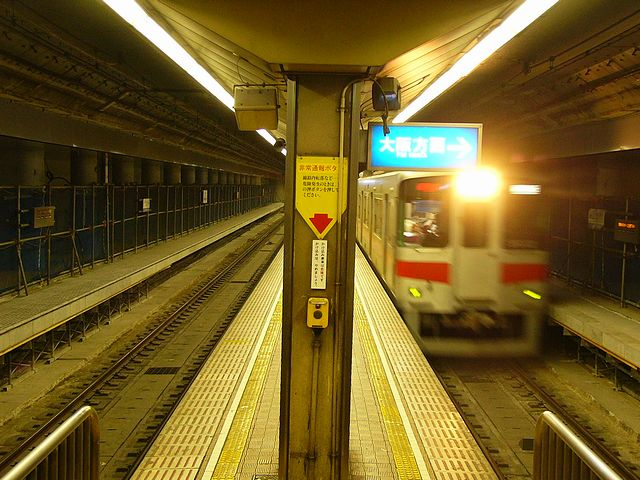
旧ホーム（2004年8月8日）。幅が電車よりも狭い。また反対側に工事中の現行ホームが見える。

1934年（昭和9年）から2004年まで、当駅は島式ホーム1面2線の地下駅であり、ホームの幅はわずか2.6 mだった。これは電車の車体の幅（約2.8 m）よりも狭い。「日本一危ない駅」や「日本一怖い駅」として、『ニューススクランブル』（読売テレビ）や『投稿!特ホウ王国』など全国ネットのテレビ番組で取り上げられたこともある。
岩屋 - 三宮間地下化工事は、大林組の施工により1931年2月着工、1933年6月に開通した。春日野道新駅は、地下化の翌年である1934年5月1日に開業した。
社史類には記述はないが、この狭いホームは以下のような経緯で成立したと言われている。春日野道駅は、1933年に岩屋駅以西が地下化される際に廃止される予定であった。しかし、当時駅周辺は川崎製鉄などの工場地帯で、沿線住民に加えて多くの工場労働者が当駅を利用しており、その反対を受け、地下化直前に駅存続へと方針転換されたという。
しかし、実際には1929年8月の施工認可申請の時点で春日野道新駅設置の計画は既にあり、1930年11月時点でも計画に変更は無かった。当初は幅3 m×長さ120 mでホームが建設されたが、その後の車体拡幅によりホームが上下各0.2 m削られ、幅2.6 mになった。1986年に公布された鉄道事業法ではホームの幅を原則3 m以上と規定している。
こうして線路に挟まれた幅わずか2.6 mのホームが出来上がったが、さらにホーム中央には一定間隔毎に地下トンネル特有の太いコンクリート柱があったため、柱からホームの端までは子ども1人が両手を横に広げた程度であった。当駅を電車が通過する際は、幅の狭さと地下駅ゆえの強い列車風により、危険であったため、阪神も以下に挙げられる様々な対策をとっていた。
- 待合用のベンチはホームではなく改札口横の一角に設置され、その場所が待合空間として利用されていた。ホームには柱間に金属製の安全柵が設置された。
- 電車接近時の案内放送は、以下の通りだった。
  - 待合空間では、到着電車接近時に、「まもなく、（大阪/神戸）方面行電車がまいります。ホームへお越し下さい」という駅独自の自動音声が、ホームまでの階段移動時間も考慮して流れるようになっていた。自動音声の直前に阪神標準の電車接近予告メロディが流れたが、この待合空間だけは到着電車の接近を知らせるにもかかわらず、通過電車接近用のメロディが使われていた。
  - ホームでは、電車接近時に他駅と同様の自動音声並びに冒頭のメロディに加えて、踏切警報機音と壁に設置された電車接近を知らせる電光表示器（橙色の「電車が来ます・ご注意下さい」のLED表示と4つの矢印が時間差で点滅）により、聴覚的・視覚的に到着および通過電車の接近を警告した。
- 通過電車は長らく75 km/h程度で通過していたが、やがて45 km/hに制限され、駅進入時に警笛を鳴らすようになった。この他、当駅と同じ地下駅の岩屋駅、西元町駅、福島駅を通過する列車も警笛を鳴らす。（大開駅、西代駅通過時は警笛吹鳴は行わない）。

幅の狭い危険なホームであったが、阪神による上記の対策、及び駅構造を要因とする利用者自身の注意喚起があった結果、設置から廃止までの70年間、無事故であった。

### 新ホームへの切り替え
旧ホームが廃止された背景として、危険の回避、ダイヤ編成上のネックの解消がある。また、地下化時の当駅存続運動のきっかけとなった近隣の工場群が移転し、跡地がHAT神戸として再開発が進んだことも挙げられる。再開発の計画時期には阪神・淡路大震災が発生し、建設されていた公営マンションに家を失った多くの人々、とりわけ高齢者が暮らすようになった。これを機に、バリアフリー・ユニバーサルデザイン・災害時の避難経路複数確保を考慮に入れたホームを含めた駅全体の改良工事が必要になり、諸検討の結果、「既設の島式ホームは廃止し、相対式ホームを新設するのが適当」となった。
新ホームは、線路は従来のままに存置し、かつ営業運転を継続したままで、旧ホームの反対側の地下トンネルの壁を開削・拡幅して、旧ホームの線路を挟んだちょうど反対側に設置されることになった。鉄道駅総合改善事業により法的に神戸高速鉄道が事業主体となることで国・兵庫県・神戸市から補助金を受け、2001年（平成13年）11月6日に改良工事が開始された。そして、2004年9月25日初発から新ホームに切り替えられ、日本一幅が狭いと言われた旧ホームはその役目を終えた。同時に、通過電車の速度も開業時の75 km/hに戻されている。旧ホームはその後安全柵が撤去されて補強用柱などが取り付けられたものの現存し、新ホームや電車内から見ることができる。またコンコースには旧ホームや周辺の風景が掲示されている。
新ホームは、旧ホームよりも約1両分大阪側にずらして設置された。新ホーム使用開始時に、ホームの有効長が一時的に5両編成分しかなかったのは、開削することになった大阪側1両分のトンネルの壁がアーチ構造、つまり線路と新ホームの間に立ちはだかる壁だけで上層部を支えていたことによる。この壁を撤去するにはアーチごと撤去しなければならないが、アーチ上層部には旧ホームにとって唯一の改札口があったため、壁を撤去する前に改札口を別に確保する必要があった。そこでまず西改札口および新ホームのうち、アーチ構造に関係しない5両編成分のみを完成させてアーチ撤去期間中の改札口を確保し、そして実際にアーチごと壁を撤去することになったのである。そして、撤去されたアーチの跡地には東改札口が開設され、新ホームとの間を連絡するエレベーターと上りエスカレーターが設置された。なお、地下道の一部は旧ホーム時代のまま残っている。

## 利用状況
HAT神戸の開発進展と前後して、利用者数は増加傾向にある。2023年時点では11月平均の乗降人員は打出駅に次いで第20位であり、阪神本線の各駅停車のみが停車する駅の中では最も利用者数が多い。
1日あたりの乗車人員 7,101人（2022年度）
1日あたりの乗降人員 15,009人（2023年11月）
各年11月の1日平均乗降人員は下記の通り。
| 年度   | 1日平均 乗降人員 | 出典   |
| ------ | ---------------- | ------ |
| 1996年 | 9,897            | [ 14 ] |
| 1999年 | 8,182            | [ 15 ] |
| 2001年 | 9,590            | [ 16 ] |
| 2002年 | 9,018            | [ 17 ] |
| 2003年 | 10,553           | [ 18 ] |
| 2004年 | 10,341           | [ 19 ] |
| 2005年 | 10,790           | [ 20 ] |
| 2006年 | 10,917           | [ 21 ] |
| 2007年 | 10,065           | [ 22 ] |
| 2008年 | 11,290           | [ 23 ] |
| 2009年 | 11,811           | [ 24 ] |
| 2010年 | 11,573           | [ 25 ] |
| 2011年 | 12,432           | [ 26 ] |
|        |                  |        |
| 2023年 | 15,009           | [ 12 ] |

近年の1日平均乗車人員は下表のとおりである。
| 年度               | 1日平均 乗車人員 |
| ------------------ | ---------------- |
| 2018年（平成30年） | 8,060            |
| 2019年（令和元年） | 8,057            |
| 2020年（令和02年） | 6,063            |
| 2021年（令和03年） | 6,452            |
| 2022年（令和04年） | 7,101            |

## 駅周辺
阪急神戸本線にも同じ駅名の春日野道駅があるが、JR神戸線（東海道本線）の線路を越えたところにあり、直線距離で約450 m離れている。両駅の間には春日野道商店街がある。なお、阪急春日野道駅もホームの幅が狭く、阪神側が改良されてからは阪急側の方が狭くなっている。

### 東口
- HAT神戸[2]
  - 神戸赤十字病院・日本赤十字社兵庫県支部・兵庫県赤十字血液センター
  - 兵庫県災害医療センター
  - 兵庫県こころのケアセンター
  - 神戸こども初期急病センター
  - 神戸防災合同庁舎
    - 神戸地方気象台
    - 海洋気象学会
    - 自衛隊兵庫地方協力本部

  - 人と防災未来センター
    - 防災未来館
    - ひと未来館

  - ヤマダデンキTecc LIFE SELECT神戸本店（東へ徒歩10分[27]）
  - ケーズデンキHAT神戸店
  - ブルメールHAT神戸（関西スーパー HAT神戸店・ユニクロ ブルメールHAT神戸店など）
- MEGAドン・キホーテ神戸本店
- ライフ春日野道店（川崎製鉄本社跡地）
- 葺合郵便局
- 春日野道商店街[2]

### 西口
- 兵庫県葺合警察署
- 神戸市生涯学習支援センター（コミスタこうべ）
- 神戸日暮通郵便局
- 大安亭市場（おおやすていいちば）[2]
- 神戸ものづくり職人大学

### バス路線
| 停留所名    | 運行事業者 | 路線名・系統・行先                |
| ----------- | ---------- | --------------------------------- |
| 春日野道    | 阪神バス   | 西宮神戸線：神戸税関前 / 阪神西宮 |
| 筒井町3丁目 | 神戸市バス | 101系統：三宮駅ターミナル前       |

## 神戸市電春日野道電停
1910年（明治43年）4月5日に、神戸電気鉄道（現在の神戸電鉄とは無関係）が開通した際に設置された。当時は南北方向の終点であったが、1932年（昭和8年）9月21日には敏馬（廃止時には脇浜町）まで開業した際に東西方向の途中停留所となった。当停留所近くには車両基地があった。1968年（昭和43年）4月21日に神戸市電東部国道線が廃止となった際と同時に廃止となった。阪神春日野道駅改札外地下通路に写真が掲げてあり、当時の阪神春日野道駅の出入口と隣接する車両基地が写っている。写真は阪神の地下入口があるため昭和9年以降のものであると推測される。

## 隣の駅
阪神電気鉄道
本線
■直通特急・■特急・■快速急行
通過
■普通
岩屋駅 (HS 30) - 春日野道駅 (HS 31) - 神戸三宮駅 (HS 32)

### かつて存在した路線
阪神電気鉄道
本線（旧線）
脇ノ浜駅 - 春日野道駅 - 新生田川駅
神戸市交通局（神戸市電）
東部国道線
吾妻通4丁目 - 春日野道電停 - 脇浜3丁目
神戸電気鉄道
南本町1丁目 - 春日野電停
* 春日野道電停が終点だった頃は阪神旧駅に対し直角となっていた。